# Aneuclis brevicauda
Aneuclis brevicauda là một loài tò vò trong họ Ichneumonidae.